# Kurzamra
Kurzamra, monotipski biljni rod iz porodice medićevki smješten u podtribus Clinopodiinae, dio tribusa Saturejeae, potporodica Nepetoideae. Jedina vrsta je K. pulchella, polugrm iz Čilea i sjeverozapadne Argentine. Rod je opisan 1891. godine.
U eteričnom ulju K. pulchelle identificirano je dvanaest spojeva, od kojih prevladavaju izomenton (60,6 %) i pulegon (37,1 %).

## Opis
Nisko zeljasto bilje rozih cvjetova.

## Sinonimi
- Soliera Clos; Gay. Fl. Chil. 4: 489. t. 53 (1849)
- Soliera pulchella Clos; Gay. Fl. Chil. 4: 489. t. 53 (1849)
- Micromeria pulchella (Clos) Wedd.; Chlor. Andina 2: 151 (1860)

## Vanjske poveznice
- Photos of Kurzamra pulchella